# Národní park Cozia
Národní park Cozia (rumunsky  Parcului Național Cozia) je národní park v Rumunsku, který byl založen v roce 1966 (vyhlášen v roce 2000). Park s rozlohou 160,1 km2 (Wikipedie uvádí též 171 km2) se rozkládá na soutoku řek Olt a Lotru, které ho rozdělují mezi tři pohoří. Východní a nejrozlehlejší část parku se nachází ve stejnojmenném pohoří Cozia, které je od západní části odděleno kaňonem řeky Olt. Západní část parku tvoří část masivu Narațu, který je součástí pohoří Căpățâni a severně od něj (přes řeku Lotru a městečko Brezoi) se nachází třetí část parku v pohoří Lotru. Na takto vymezeném území vzniklo útočiště mnoha vzácných živočichů a rostlin, které jsou zvláštní směsicí teplomilných druhů a glaciálních reliktů jež jsou často endemické.

## Poloha
Národní park leží v rumunském Valašsku v župě Vâlcea. Západně od národního parku se nachází pohoří Căpățâni s národním parkem Buila-Vânturărița. Severozápadním směrem navazuje na národní park pohoří Lotru a severo-východně od pohoří Cozia navazuje, v rámci jižních Karpat, pohoří Fagaraš. Nejbližšími obcemi pro návštěvu parku a místních hor jsou městečka Brezoi a Călimănești (známá pro své minerální prameny) do kterých se lze dostat např. po rychlostní komunikaci DN7 z Râmnicu Vâlcea.

## Popis
Archeologické nálezy ukazují, že místní území bylo osídleno již v neolitu a živo zde bylo také během starověku kdy zde Římané otevřeli tzv. Oltskou cestu, což byla jedna z jejich hlavních příjezdových cest do Dácie. O historii místa vypovídá i skutečnost, že na úpatí řeky Olt a pohoří Cozia se nachází pravoslavný klášter Cozia, což je nejstarší byzantská architektonická památka na území Valašska. Uvnitř národního parku jsou ještě další dvě komunity mnichů, a to v klášterech Turnu a Stânisoara.

Národní park protíná několik turistických tras, kterými ho lze projít. Turisticky nejnavštěvovanější je východní část parku v pohoří Cozia v které se cesty sbíhají k nejvyššímu (a na vyhlídky atraktivnímu) vrcholu Cozia (1668 m). Z geologického hlediska tvoří východní část parku převážně skalnaté rulové svahy s často velmi strmým sklonem (50°-70°). V této části parku je také možnost ubytování v centru hor, které nabízí jediná chata v tomto pohoří - Cabana Cozia (1573 m n. m.).

Západní část parku v pohoří Căpățâni (masiv Narațu) je tvořena vápencovými slepenci tvořící hluboké strže a vysoké skály čnící strmě z lesů. Vysoké převýšení, náročný terén a absence chat (útulen) jsou důvodem, že tato část parku není příliš navštěvována.

Díky své vzácné povaze je místní fauna a flóra předmětem vědeckého výzkumu např. místních lišejníků či plazů.

## Galerie

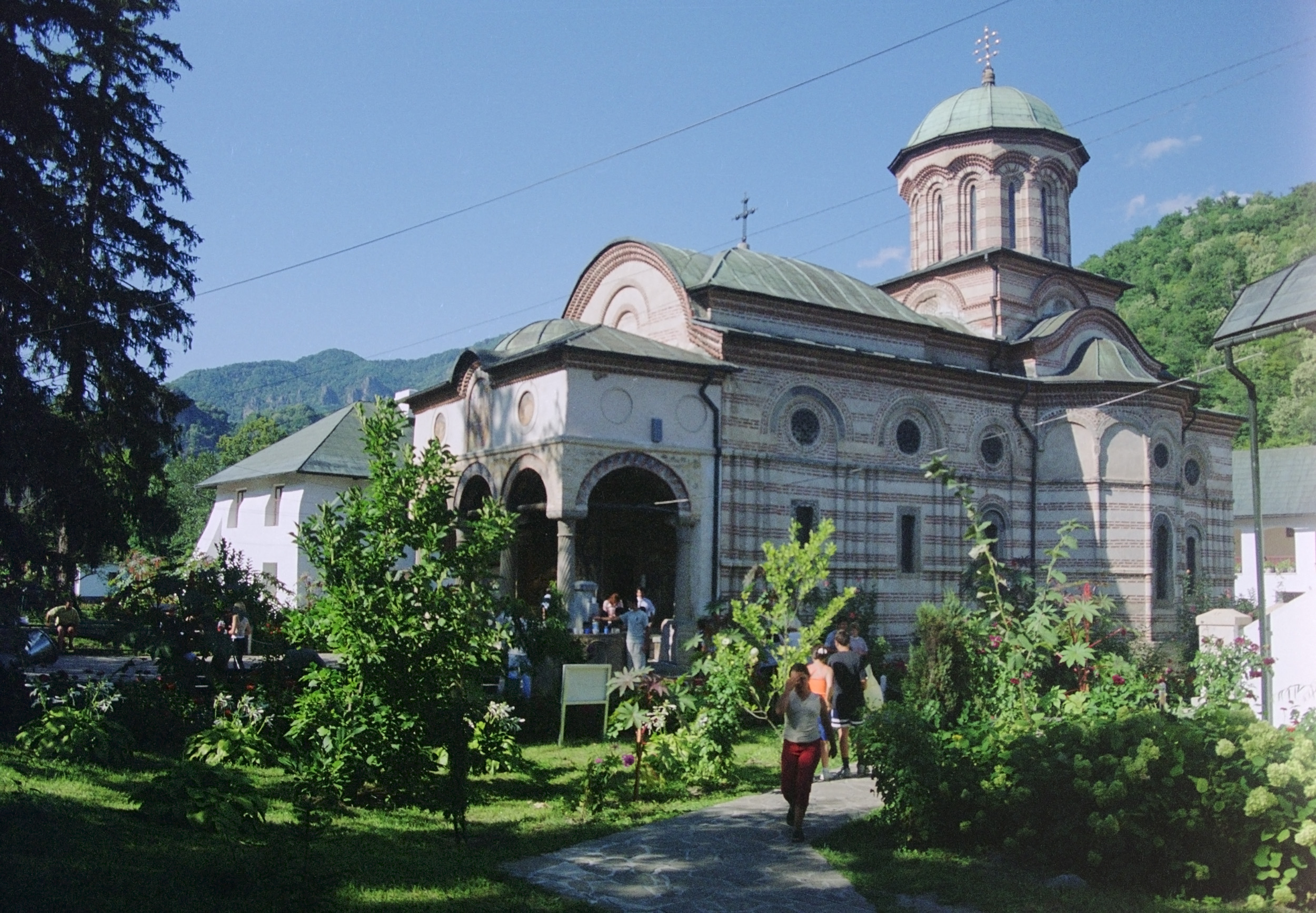
Klášter Cozia